# 福島雪菜
福島 雪菜（ふくしま ゆきな、1998年11月11日 - ）は、日本の女優、モデル、グラビアアイドルで、劇団4ドル50セントの元劇団員である。大阪府出身。

## 略歴
小学6年生からモデルとして活動を開始。2010年から2012年まで専属モデルを務めたニコ☆プチでは2回表紙を飾った。
2017年に劇団4ドル50セントのオーディションに合格し入団。旗揚げ公演では主要キャストを務めた。一方でグラビアにも挑戦している。2021年8月31日をもって、劇団4ドル50セントを一身上の都合により退団。
つばきファクトリーの山岸理子は高校時代の同級生。

## 出演

### 舞台
| タイトル                                                                           | 役柄                                                         | 開催年月日・上演地                                         |
| ---------------------------------------------------------------------------------- | ------------------------------------------------------------ | ---------------------------------------------------------- |
| 劇団4ドル50セント プレ公演 『The Making of $4.50「夢を見たけりゃ、目を開けろ。」』 | （本人役）                                                   | 2017年11月3日 - 5日 南青山 スパイラルホール                |
| 劇団4ドル50セント 旗揚げ本公演 『新しき国』                                        | 野原晶 役                                                    | 2018年2月8日 - 12日 新宿 紀伊國屋ホール                    |
| 劇団4ドル50セント 週末定期公演 Vol.1 『夜明けのスプリット』                        | 乙組・リツコ 役                                              | 2018年6月30日 - 8月3日 新宿 KeyStudio（旧スタジオアルタ）  |
| 劇団4ドル50セント 週末定期公演 Vol.2 『夜明けのスプリット』                        | 甲組・リツコ 役 / ジュン 役 （岡田帆乃佳とのダブルキャスト） | 2018年8月11日 - 9月14日 新宿 KeyStudio（旧スタジオアルタ） |
| 劇団4ドル50セント 第2回本公演 『ピエロになりたい』                                 | キルミー 役                                                  | 2018年11月22日 - 12月2日 有楽町 オルタナティブシアター     |
| 劇団4ドル50セント×柿喰う客 コラボ公演『学芸会レーベル』                            | みゆきせんせい 役                                            | 2020年1月30日 - 2月9日 DDD青山クロスシアター               |
| 劇団4ドル50セント×柿喰う客 コラボ公演『アセリ教育』                                | 白眉毛ヨシコ 役                                              | 2020年1月30日 - 2月9日 DDD青山クロスシアター               |
| 劇団4ドル50セント×劇団時間制作 オンラインコラボ公演『大人になる、には』            | -                                                            | 2020年8月5日 - 21日 配信上演：OPENREC.tv                   |

- フラガール（2019年10月18日 - 27日、東京：日本青年館ホール / 11月2日 - 4日、大阪：サンケイホールブリーゼ） - 木村早苗 役（太田奈緒とのダブルキャスト）[11][6]
- ナイーブスカンパニー 第8回公演「グッド・バイ」（2020年10月28日、内幸町ホール）[12]
- デュラララ!! -円首方足の章-（2021年8月1日 - 7日、東京：日本青年館ホール / 8月13日 - 15日、愛知：名古屋文理大学文化フォーラム 大ホール / 8月20日 - 22日、大阪：COOL JAPAN PARK OSAKA WWホール） - ヒロイン・園原杏里 役[13]

### テレビドラマ
- 海月姫 第9話（2018年3月12日、フジテレビ）
- 花のち晴れ 第3話（2018年5月1日、TBS） - 伊織 役
- 義母と娘のブルース 第7話（2018年8月21日、TBS）
- 私のおじさん 第2話・第3話（2019年1月18日・25日、テレビ朝日） - まゆこ 役[14]
- Heaven? 〜ご苦楽レストラン〜 第1話（2019年7月9日、TBS）[15]

### その他のテレビ出演
- 2018 FNSうたの夏まつり（2018年7月25日、フジテレビ系列）
- 2018 FNS歌謡祭（2018年12月12日、フジテレビ系列）

### 映画
- ベイビーわるきゅーれ (2021) - 姫子役
- 恐怖人形（2019年11月15日、キグー） - 玲奈 役[16]

## 書籍
- ニコ☆プチ（2010年12月号 - 2012年6月号、新潮社） - 専属モデル
- 競馬の天才!（メディアボーイ）- 「福島雪菜の競馬のお勉強」を連載（終了）